# ماتسوشیتا یوکی‌تسونا

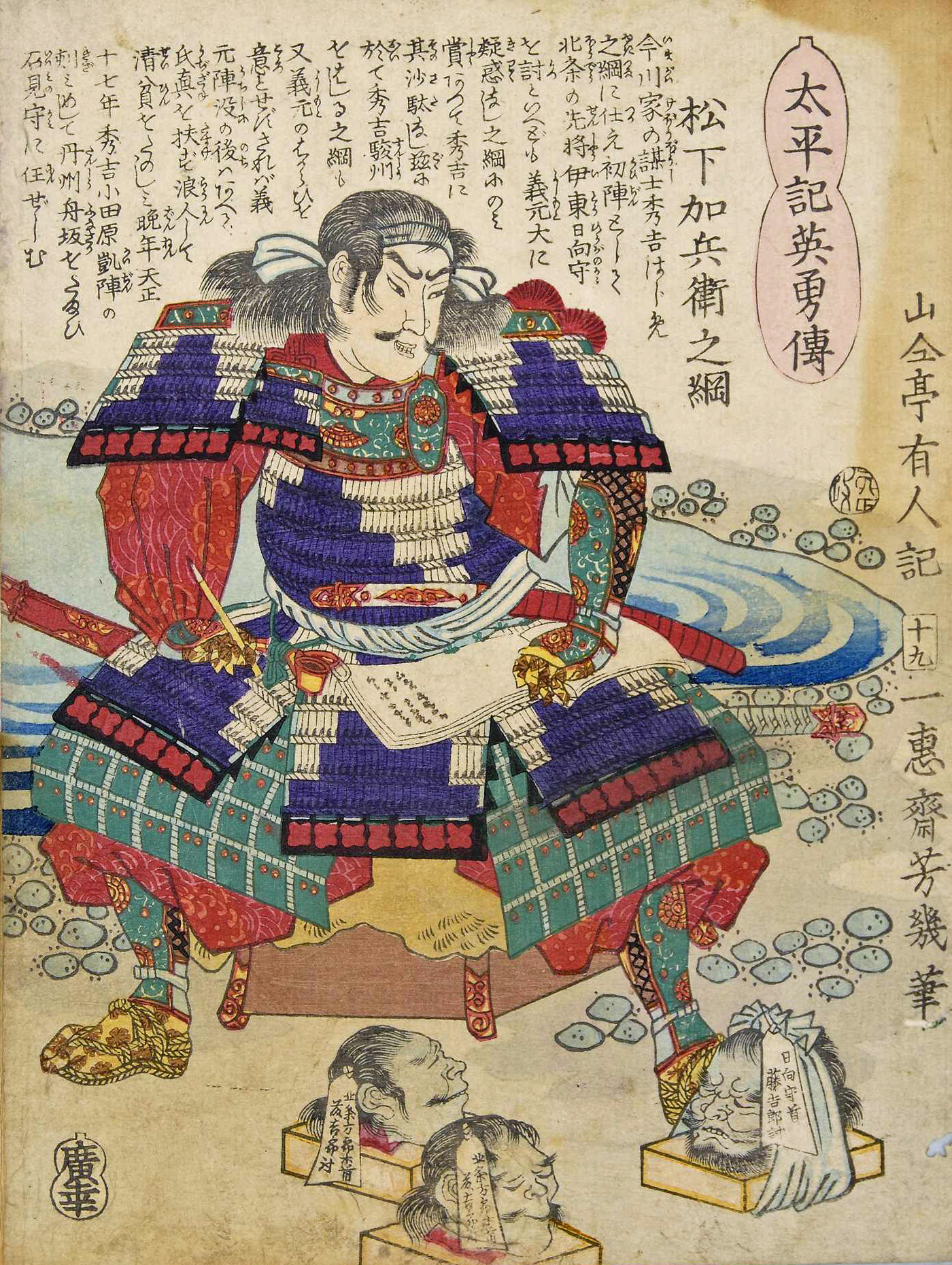
ماتسوشیتا یوکی‌تسونا

ماتسوشیتا یوکی‌تسونا (به ژاپنی: 松下之綱) (۱۵۳۷–۵ آوریل ۱۵۹۷) یک دایمیو و سامورایی در دوره سنگوکو و دوره آزوچی-مومویاما، ژاپن بود. تویوتومی هیده‌یوشی قبل از خدمت به اودا نوبوناگا برای او خدمت می‌کرد. بر اساس کتاب تاریخی تایکوکی، ماتسوشیتا یوکی‌تسونا به هیده‌یوشی در زمینه‌های گوناگون آموزش داده است.